# Gzenaya
Gzenaya (Berbers: Igzennayen) is een bergachtig gebied in het noordoosten van Marokko.

## Geschiedenis
Gzenaya neemt in de geschiedenis van Marokko een belangrijke plaats in en is de naam van een grote stam in het Rif. Deze stam, de Gzenaya of Igzennayen, vindt zijn oorsprong in de grote Sanhaja-stammen van de Middeleeuwen, die zich vanaf de 8e eeuw in grote delen van Noord-Marokko vestigden. De namen Igzennayen en Iznayen zijn dan ook een vervorming van het oorspronkelijke Iznaghen. In de 17e eeuw waren zij een van de Riffijnse stammen die de stad Tanger herbouwden: de buitenwijk 'Gueznaya' verwijst nog steeds naar hun belangrijke rol daarin. De Igzennayen leverden wapens uit Frans gebied voor de troepen van Mohammed Abdelkrim El Khattabi. Deze stam heeft een grote strijd tegen de Fransen gevoerd. De Izenayan stonden bekend om hun dapperheid en hun georganiseerde verrassingsaanvallen die ze geregeld op de Fransen uitvoerden.
De stam is vooral bekend om de "driehoek des doods" tijdens de antikoloniale veldslagen onder leiding van het Nationale Bevrijdingsleger in de jaren 50. De meerderheid van de strijders was afkomstig van de felle Gzenaya-stam. En in deze ruige regio in het hart van de Rif ten noorden van Taza, die de reguliere pers de bijnaam "de driehoek van de dood" had gegeven, zijn de gevechten extreem gewelddadig. Noch de luchtmacht, noch de Franse tanks kunnen effectief ingrijpen tegen de Riffijnse rebellen.

## Geografie
Gzenaya valt onder de provincie Taza.